# Soupis poddaných podle víry z roku 1651
Soupis poddaných podle víry z roku 1651 je prvním pokusem státní moci sepsat veškeré obyvatelstvo v Čechách. Obsahuje seznamy svobodných a poddaných obyvatel ve městech a vesnicích, v některých případech i vrchností. Originál je uložen v Národním archivu v Praze. Od roku 1997 vycházejí edice tohoto historického pramene podle jednotlivých historických krajů, od roku 2017 jsou edice přístupné i v digitální podobě.

## Okolnosti vzniku
Soupis vznikl na základě patentu místodržících z 16. listopadu 1650, vydaného 4. února 1651, kterým se krajským hejtmanům ukládalo zajistit soupis obyvatel na základě příslušnosti ke katolické víře. Přes všechna rekatolizační opatření v průběhu třicetileté války bylo totiž zřejmé, že v Čechách žily početné skupiny obyvatel, hlásící se skrytě nebo i veřejně k nekatolickým konfesím. Zároveň vydal arcibiskup Harrach instrukci, podle níž měla každá farnost sepsat počet farníků a jejich konfesi. Cílem obou opatření bylo zjistit, do jakých oblastí se má katolická církev zaměřit v misijní činnosti.
Krajští hejtmané dostali šestitýdenní lhůtu na odevzdání soupisu. Ten měl podchytit nejen poddané, ale i vrchnosti, vrchnostenské úředníky, měšťany královských měst, poddanských měst a svobodníky, tj. lidi osobně svobodné. Na jednotlivých panstvích zpracovávaly seznamy vrchnostenské kanceláře, ve městech městské kanceláře. Asi dvě třetiny panství a měst soupisy odevzdaly do léta roku 1651. 3. června 1651 vydala místodržitelská kancelář další patent. Upouštěla v něm od vypracování podrobného jmenného soupisu a nařizovala vypracovat pouze seznamy nekatolíků. To je důvod, proč nebyl Soupis vyhotoven kompletně pro celé Čechy.
Originál Soupisu je uložen v Národním archivu, ve fondu Stará manipulace, pod signaturou R (Religio) 109/45. Písemnosti jsou uspořádány podle krajů, dále pak abecedně podle jednotlivých panství. Protože Soupis nezachycuje pouze poddané, je jeho celý název nepřesný. Jedná se však o terminus technicus používaný v historiografii.

## Obsah a struktura
Soupis se vyplňoval do stanovených formulářů. Do předepsaných rubrik se zapisovalo jméno osoby, stav (zda je poddaná či svobodná), povolání, věk a údaj o náboženském vyznání. U nekatolíků se poznamenávalo, zda je u nich naděje na konverzi. Základní jednotkou soupisu byla rodina. U jejích členů se zapisoval vztah vůči hospodáři. Čeleď a podruzi se zaznamenávali spolu s rodinou. Na konec Soupisu se připojovala poznámka o stavu kostelů, farních budov a záduší. V edici Soupisu je toto členění respektováno, jednotlivé rodiny jsou graficky odděleny.
Soupis je především využíván ke genealogickým účelům. Jeho možnosti využití jsou však mnohem širší. Soupis je důležitým pramenem pro hospodářské dějiny, sociální dějiny, historickou demografii, mikrohistorii, dějiny jednotlivých lokalit a památkovou péči. K soupisu je třeba přistupovat kriticky, zejména pokud jde o věk osob. Ačkoliv vedení matrik přikázal katolické církvi již tridentský koncil, v převážně nekatolických Čechách se před rokem 1618 vedly matriky jen výjimečně. Se systematickými matričními zápisy začali katoličtí faráři až v rámci konsolidace duchovní správy po třicetileté válce. Věk, který udávali obyvatelé, nemusel vždy odpovídat skutečnosti. Kromě toho nebylo ujednoceno, od kdy se do Soupisu zaznamenávaly děti. Někdy jsou zachyceny všechny, jindy až od jednoho nebo dvou let a občas také od devíti nebo deseti, kdy začaly chodit ke zpovědi. Údaje ze Soupisu je možné porovnávat s informacemi z berní ruly z roku 1654 a se Soupisem duší (latinsky status animarum) z roku 1651.

## Edice
- Čáňová, Eliška (ed.), Soupis poddaných podle víry z roku 1651. Loketsko, Státní ústřední archiv, Praha 1993, ISBN 80-85475-09-X
- Pazderová, Alena (ed.), Soupis poddaných podle víry z roku 1651. Boleslavsko, sv. 1–2, Státní ústřední archiv, Praha 1994, ISBN 80-85475-14-6
- Sedláčková, Helena, Zahradníková Magda (eds.), Soupis poddaných podle víry z roku 1651. Bechyňsko, sv. 1–3, Státní ústřední archiv, Praha 1997, ISBN 80-85475-39-1
- Zahradníková, Magda, Štrejnová, Eva (eds.), Soupis poddaných podle víry z roku 1651. Žatecko, sv. 1–3, Státní ústřední archiv, Praha 1997, ISBN 80-85475-31-6
- Zahradníková, Magda, Štrejnová, Eva (eds.), Soupis poddaných podle víry z roku 1651. Čáslavsko, Státní ústřední archiv, Praha 1999, ISBN 80-85475-54-5
- Matušíková, Lenka, Kukánová, Zlatuše, Zahradníková, Magda, Soupis poddaných podle víry z roku 1651. Hradecko-Bydžovsko, sv. 1–4, Státní ústřední archiv, Praha 2000, ISBN 80-85475-63-4
- Matušíková, Lenka (ed.), Soupis poddaných podle víry z roku 1651. Chrudimsko, Státní ústřední archiv, Praha 2001, ISBN 80-85475-74-X
- Zahradníková, Magda (ed.), Soupis poddaných podle víry z roku 1651. Plzeňsko-Klatovsko, sv. 1–2, Státní ústřední archiv, Praha 2003, ISBN 80-86712-01-X
- Klímová, Helena (ed.), Soupis poddaných podle víry z roku 1651. Berounsko, Národní archiv, Praha 2007, ISBN 978-80-86712-44-4
- Pazderová, Alena (ed.), Soupis poddaných podle víry z roku 1651. Rakovnicko, Národní archiv, Praha 20082, ISBN 978-80-86712-51-2
- Klímová, Helena (ed.), Soupis poddaných podle víry z roku 1651. Kouřimsko, Národní archiv, Praha 20082, ISBN 978-80-86712-70-3